# Boksermotor-6
En boksermotor-6 er en boksermotor med 6 cylindre, som ligger ned og boxer i mod hinanden.
B6-motoren optræder for det meste i Porsche, men også i Subaru.
- Wikimedia Commons har flere filer relateret til Boksermotor-6

| Motor | Spire Denne artikel om motorer og motordele er en spire som bør udbygges. Du er velkommen til at hjælpe Wikipedia ved at udvide den. |